# Kilindi (Kaskazini A)
Kilindi è una circoscrizione rurale (rural ward) della Tanzania situata nel distretto di Kaskazini A, regione di Zanzibar Nord. Conta una popolazione di 1 186 abitanti (censimento 2012).